# حجر القصر (شبام كوكبان)

تعديل مصدري - تعديل

حجر القصر هي إحدى قرى عزلة الأهجر بمديرية شبام كوكبان التابعة لمحافظة المحويت، بلغ تعداد سكانها 617 نسمة حسب تعداد اليمن لعام 2004.